# Kriegsmarinewerftpolizei La Pallice
Kriegsmarinewerftpolizei „La Pallice” – ochotnicza kolaboracyjna formacja zbrojna Kriegsmarine złożona z Francuzów podczas II wojny światowej.
W styczniu 1943 r. Kriegsmarine w okupowanej części Francji rozpoczęło rekrutację ochotników francuskich do ochrony swoich instalacji militarnych w porcie w La Rochelle. Przyniosła ona ok. 200 ludzi, z których utworzono formację pod nazwą Kriegsmarinewerftpolizei „La Pallice”. Na jej czele stanął b. francuski oficer płk Rene Lanz, weteran I wojny światowej i członek Legionu Ochotników Francuskich Przeciw Bolszewizmowi. Być może podobne formacje powstały także w Saint-Nazaire i Bordeaux.
W 1944 r. w sytuacji, kiedy wojska alianckie zbliżały się do La Rochelle, niemieckie dowództwo 30 czerwca dało Francuzom wybór pomiędzy udziałem w obronie miasta lub przyłączenia się do francuskich oddziałów Waffen-SS. Około 1,5 tys. francuskich ochotników Kriegsmarine udało się do Greifenberga w Niemczech, gdzie zostali włączeni w szeregi Francuskiej Ochotniczej Brygady Szturmowej SS.